# Фуруя, Тору
Тору Фуруя (яп. 古谷徹 Фуруя То:ру, 31 июля, 1953, Иокогама, префектура Канагава) — японский сэйю. Известен по ролям в сериалах «Мобильный воин Гандам», Saint Seiya, «Жемчуг дракона» и «Сейлор Мун». В Mobile Suit Gundam 00 он озвучивал сразу две роли, для одной из которых использовал псевдоним Нобору Согэцу (яп. 蒼月 昇 Согэцу Нобору).

## Биография
В детстве был членом театральной компании Gekidan Himawari, которая специализируется на детях-актёрах. Окончил школу Mutsuura Kanto Gakuin и факультет экономики в университете Мэйдзи Гакуин. В настоящее время состоит в агентстве Aoni Production.
Был лучшим другом покойного Хиротаки Судзуоки и остаётся другом Сюити Икэды. Первый раз женился на Мами Кояме, но в 1983 году они развелись. В 1985 году вступил в брак с сэйю Сатоми Мадзимэ.
В 2024 году Фуруя признался, что до сентября 2023 года у него были отношения с 37-летней поклонницей, с которой он встречался четыре с половиной года. Она привлекала его, искренне поддерживала, они установили связь. Также актёр рассказал, что однажды ударил любовницу, когда они ссорились, а позже заставил её сделать аборт. Фуруя извинился перед женщиной за то, что причинил ей моральную и физическую боль, а также перед поклонниками за то, что разочаровал их, предал доверие и запятнал персонажей, которых озвучил. Он добавил, что намерен провести остаток жизни, искупая свои ошибки, и готов принять любое наказание. Подобный случай стал очередным скандалом в японской индустрии озвучивания после Тацухисы Судзуки и Такахиро Сакураи. В связи с этим обстоятельством, участия Фуруи на фестивале MomoCon 2024, передаче Toru Furuya no Hokkori Thanks Room на сервисе Showroom, в озвучивании игры Metaphor: ReFantazio, франшиз Detective Conan и One Piece были отменены. Агентство Aoni Production на официальном сайте также принесло извинения за действия сэйю. В Bandai Namco Filmworks ответили, что они хотели бы тщательно рассмотреть вопрос замены на роль Амуро Рэя и отреагировать. Сабо в One Piece стал озвучивать Мию Ирино. В Dragon Ball Daima Фурую заменил Рёта Судзуки в роли Ямчи, в Detective Conan — Такэси Кусао в роли Тору Амуро.

## Позиции в Гран-при журнала Animage
- 1979 год — 4-е место в Гран-при журнала Animage в номинации на лучшую мужскую роль[14];
- 1980 год — 2-е место в Гран-при журнала Animage в номинации на лучшую мужскую роль[15];
- 1981 год — 4-е место в Гран-при журнала Animage в номинации на лучшую мужскую роль[16];
- 1982 год — 3-е место в Гран-при журнала Animage в номинации на лучшую мужскую роль[17];
- 1983 год — 5-е место в Гран-при журнала Animage в номинации на лучшую мужскую роль[18];
- 1984 год — 6-е место в Гран-при журнала Animage в номинации на лучшую мужскую роль[19];
- 1985 год — 8-е место в Гран-при журнала Animage в номинации на лучшую мужскую роль[20];
- 1986 год — 13-е место в Гран-при журнала Animage в номинации на лучшую мужскую роль[21];
- 1987 год — 6-е место в Гран-при журнала Animage в номинации на лучшую мужскую роль[22];
- 1988 год — 2-е место в Гран-при журнала Animage в номинации на лучшую мужскую роль[23];
- 1989 год — 2-е место в Гран-при журнала Animage в номинации на лучшую мужскую роль[24];
- 1990 год — 6-е место в Гран-при журнала Animage в номинации на лучшую мужскую роль[25];
- 1991 год — 6-е место в Гран-при журнала Animage в номинации на лучшую мужскую роль[26];
- 1993 год — 19-е место в Гран-при журнала Animage в списке лучших сэйю[27]

## Роли в аниме
- 1968 год — Kyojin no Hoshi (Хоси Хюма);
- 1975 год — Инопланетный робот Грендайзер (ТВ) (Кейн);
- 1975 год — Koutetsu Jeeg (Хироси Сиба);
- 1976 год — Gloizer X (Кайсака);
- 1977 год — Shin Kyoujin no Hoshi (Хоси Юма);
- 1978 год — Magic Tickle (Акира);
- 1979 год — Time Bokan Series: Zendaman (Джимми);
- 1979 год — Лулу, ангел цветов (ТВ) (Клод);
- 1979 год — Мобильный воин ГАНДАМ (Амуро Рэй);
- 1979 год — Shin Kyojin no Hoshi II (Хоси Хюма);
- 1979 год — Uchu Kubo Blue Noah (Син Кусака);
- 1980 год — Синяя птица (Тильтиль);
- 1980 год — Muu no Hakugei (Попоро);
- 1980 год — Достичь Терры (фильм) (Тони);
- 1980 год — Marine Snow no Densetsu (Хироси Умино);
- 1981 год — Флона на чудесном острове (Франц);
- 1981 год — На пороге лета (Жак);
- 1981 год — Королева Тысячелетия (ТВ) (Дайсукэ Ямори);
- 1981 год — Легенда о Сириусе (Сириус);
- 1981 год — Несносные пришельцы (ТВ) (Синго);
- 1982 год — Королева Тысячелетия — Фильм (Дайсукэ Ямори);
- 1982 год — Истории Андромеды (Гимза);
- 1982 год — Аркадия моей юности (ТВ) (Господин Зон);
- 1983 год — Aku Dai-Sakusen Srungle (Джет);
- 1983 год — Хармагеддон — Фильм (Дзё);
- 1983 год — Nanako SOS (Идабаси);
- 1983 год — Nine Special (Кацуя Ниими);
- 1983 год — Стоп!! Хибари-кун! (Косаку Сакамото);
- 1983 год — Plawres Sanshirou (Нарита);
- 1983 год — Nine (Кацуя Ниими);
- 1983 год — Tokusou Kihei Dorvack (Мугэн Масато);
- 1984 год — Makiba no Shoujo Katori (Марти);
- 1984 год — Video Senshi Lezarion (Такаси Катори);
- 1984 год — Nine: Kanketsuhen (Кацуя Ниими);
- 1985 год — Мобильный воин Зета ГАНДАМ (ТВ) (Амуро Рэй);
- 1985 год — Один: Космический корабль «Звёздный свет» (Дзиро Исигэ);
- 1985 год — Несносные пришельцы OVA (Синго);
- 1985 год — High School! Kimen-gumi (Дон Харумагэ);
- 1985 год — Bavi Stock (Бави Сток);
- 1986 год — Драгонболл (ТВ) (Ямча);
- 1986 год — Kenritsu Chikyuu Boueigun (Хироаки Морита);
- 1986 год — Виндария (Идзу);
- 1986 год — Super Mario Brothers: Peach-hime Kyuushutsu Daisakusen (Марио);
- 1986 год — Рыцари Зодиака (ТВ) (Пегас Сэйя);
- 1986 год — Драгонболл: Фильм первый (Ямча);
- 1987 год — Капризы Апельсиновой улицы (ТВ) (Кёсукэ Касуга);
- 1987 год — Драгонболл: Фильм второй (Ямча);
- 1987 год — Капризы Апельсиновой улицы (спэшл) (Кёсукэ Касуга);
- 1988 год — F (Хидэо Кисида);
- 1988 год — Мобильный воин ГАНДАМ: Ответный удар Чара (Амуро Рэй);
- 1988 год — Kidou Senshi SD Gundam (Амуро Рэй);
- 1988 год — Драгонболл: Фильм третий (Ямча);
- 1988 год — Легенда о героях Галактики OVA-1 (Эндрю Форк);
- 1988 год — Капризы Апельсиновой улицы: Я хочу вернуться в тот день (Кёсукэ Касуга);
- 1988 год — Однофунтовое Евангелие (Косаку Хатанака);
- 1989 год — Капризы Апельсиновой улицы OVA-1 (Кёсукэ Касуга);
- 1989 год — Уцуномико (фильм первый) (Уцуномико);
- 1989 год — Капризы Апельсиновой улицы OVA-2 (Кёсукэ Касуга);
- 1989 год — Драгонболл Зет (ТВ) (Ямча);
- 1989 год — Kidou Senshi SD Gundam Mk-II (Амуро Рэй);
- 1989 год — Amada Anime Series: Super Mario (Марио);
- 1989 год — Капризы Апельсиновой улицы OVA-6 (Кёсукэ Касуга);
- 1989 год — Капризы Апельсиновой улицы OVA-5 (Кёсукэ Касуга);
- 1989 год — Капризы Апельсиновой улицы OVA-4 (Кёсукэ Касуга);
- 1989 год — Капризы Апельсиновой улицы OVA-3 (Кёсукэ Касуга);
- 1990 год — Драгонболл Зет: Фильм третий (Ямча);
- 1990 год — Уцуномико (фильм второй) (Уцуномико);
- 1991 год — Капризы Апельсиновой улицы OVA-8 (Кёсукэ Касуга);
- 1991 год — Капризы Апельсиновой улицы OVA-7 (Кёсукэ Касуга);
- 1991 год — Kyoufu Shinbun (Рэй Кигата);
- 1991 год — Kyuukyoku Choujin R (Го Магаки);
- 1992 год — Красавица-воин Сейлор Мун (ТВ) (Мамору Тиба);
- 1992 год — Макросс II OVA (Фефф);
- 1993 год — Красавица-воин Сейлор Мун Эр (ТВ) (Мамору Тиба);
- 1993 год — Ghost Sweeper Mikami (Эрито Канэнаруки);
- 1993 год — Драгонболл Зет: Фильм девятый (Ямча);
- 1993 год — Красавица-воин Сейлор Мун Эр — Фильм (Мамору Тиба);
- 1993 год — Красавица-воин Сейлор Мун Эр (спэшл) (Мамору Тиба);
- 1993 год — Черный Джек OVA-1 (Лесли);
- 1994 год — Мальчик-мармелад (Синъити Намура);
- 1994 год — Красавица-воин Сейлор Мун Эс (ТВ) (Мамору Тиба);
- 1994 год — Красавица-воин Сейлор Мун Эс — Фильм (Мамору Тиба);
- 1995 год — Красавица-воин Сейлор Мун Супер Эс (ТВ) (Мамору Тиба);
- 1995 год — Красавица-воин Сейлор Мун Супер Эс - Спецвыпуск (Мамору Тиба);
- 1995 год — Красавица-воин Сейлор Мун Супер Эс: Первая любовь Ами (Мамору Тиба);
- 1995 год — Красавица-воин Сейлор Мун Супер Эс — Фильм (Мамору Тиба);
- 1996 год — Драгонболл: Фильм четвёртый (Ямча);
- 1996 год — Красавица-воин Сейлор Мун: Сейлор-звезды (Мамору Тиба);
- 1996 год — Ojou-sama Sousamou (Номура Кэйдзи);
- 1996 год — Люпен III: Живым или мёртвым (фильм шестой) (Принц Паниш);
- 1996 год — Новые капризы Апельсиновой улицы (Кёсукэ Касуга);
- 1997 год — Драгонболл БП (спэшл) (Пак);
- 1997 год — Покемон (ТВ) (Сорао);
- 1997 год — Доктор Сламп (ТВ-2) (Суппамен);
- 1998 год — Покемон (фильм 01) (Сорао);
- 1999 год — Крутой учитель Онидзука (Сугуру Тэсигавара);
- 1999 год — Большой О (Бонни Фрейзер);
- 2002 год — Arcade Gamer Fubuki (Господин Мистерия);
- 2003 год — Школа детективов Къю (Хитоси Синода);
- 2004 год — Рыцари Зодиака (фильм пятый) (Пегас Сэйя);
- 2005 год — UG Ultimate Girl (Человек-НЛО);
- 2005 год — Мобильный воин Зета ГАНДАМ — Новый перевод (фильм первый) (Амуро Рэй);
- 2005 год — Сердце ангела (Ёсики Нацумэ);
- 2005 год — Touhai Densetsu Akagi: Yami ni Maiorita Tensai (Голос за кадром);
- 2006 год — Детектив Конан (фильм 10) (Суэхико Ито);
- 2006 год — Паприка (Доктор Косаку Токита);
- 2007 год — Шумиха! (Николас Уэйн);
- 2007 год — Мобильный воин ГАНДАМ 00 (первый сезон) (Риббонс Алмарк / Голос за кадром);
- 2008 год — World Destruction: Sekai Bokumetsu no Rokunin (Топпи);
- 2008 год — КсамД: Позабывший невзгоды (Кагэ Додзи);
- 2008 год — Грехи Кассяна (Кассян);
- 2008 год — Мобильный воин ГАНДАМ 00 (второй сезон) (Риббонс Алмарк / Голос за кадром);
- 2008 год — Ящик нечисти (Таинственный Человек);
- 2008 год — Драгонболл: Сон-Гоку и друзья возвращаются!! (Ямча);
- 2009 год — Dragon Ball Kai (Ямча);
- 2010 год — Детектив Конан (Амуро Тору/Фуруя Рэй);
- 2014 год — One Piece (Сабо (взрослый)).